# وریزیا گل‌ریز
وریزیا گل‌ریز (نام علمی: Vriesea parviflora) نام یک گونه از تیره آناناسیان است.